# Raúl Fernández (motociclista)
Raúl Fernández González (Madrid, 23 ottobre 2000) è un pilota motociclistico spagnolo.
Anche suo fratello, Adrián Fernández, corre come pilota motociclistico professionista.

## Carriera

### Inizi e Moto3
Comincia a correre in competizioni nazionali nel 2012. Nel 2015 inizia a correre nella MotoGP Rookies Cup e nella categoria Moto3 del campionato spagnolo Velocità, dove rimane fino al 2018, anno in cui vince il titolo. Intanto fa il suo debutto nella classe Moto3 del motomondiale nel 2016 correndo in Comunità Valenciana in sostituzione dell'infortunata María Herrera sulla KTM RC 250 GP del team MH6, totalizzando cinque punti. Nel 2017 corre con la Mahindra MGP3O del Aspar Team in Spagna come wild card e in Olanda e Germania in sostituzione dell'infortunato Albert Arenas; non ottiene punti. Nel 2018 corre con la KTM del Ángel Nieto Team come wild-card in Catalogna, Aragona e Comunità Valenciana e del team Ajo Motorsport in Germania in sostituzione dell'infortunato Darryn Binder; totalizza 16 punti.
Nel 2019 diventa pilota titolare nel team Ángel Nieto, con compagno di squadra Albert Arenas. Ottiene come miglior risultato un quinto posto in Germania e chiude la stagione al 21º posto con 60 punti. Nel 2020 è pilota titolare con la KTM del team Ajo Motorsport, il compagno di squadra è Kaito Toba. Ottiene due terzi posti (Aragona e Comunità Valenciana) e cinque pole position (Repubblica Ceca, Austria, Emilia Romagna, Aragona e Teruel). Ottiene la sua prima vittoria nel Gran Premio d'Europa sul circuito di Valencia. Vince anche in Portogallo. Chiude la stagione al 4º posto con 159 punti.

### Moto2
Nel 2021 passa in Moto2, alla guida della Kalex del team Red Bull KTM Ajo; il compagno di squadra è Remy Gardner. Ottiene otto vittorie (Portogallo, Francia, Olanda, Austria, Aragona, San Marino, Americhe e Comunità Valenciana), tre secondi posti (Italia, Catalogna e Algarve), un terzo posto nel Gran Premio di Doha e sei pole position (Francia, Italia, Germania, San Marino, Americhe e Algarve) e chiude la stagione al secondo posto con 307 punti; risulta inoltre il miglior esordiente di stagione.

### MotoGP
Per il 2022 viene ufficializzato il suo debutto in MotoGP con la KTM RC16 del team Tech3 KTM Factory Racing. Il compagno di squadra è ancora Remy Gardner. Conquista il primo punto in occasione del GP di Catalogna, chiudendo in 15ª posizione. Totalizza quattordici punti classificandosi al ventiduesimo posto.
Per la stagione 2023 lascia KTM per approdare al nuovo team satellite della Aprilia, ovvero l'RNF Racing, insieme a Miguel Oliveira. In quest'annata è costretto a saltare il Gran Premio di Francia per infortunio, conclude il campionato al ventesimo posto. Nel 2024, insieme ad Oliveira, viene trasferito a Trackhouse Racing: nuova squadra satellite di Aprilia. Con quasi settanta punti chiude il campionato al sedicesimo posto.
Nel 2025 rimane in Aprilia Trackhouse.

## Risultati in gara nel motomondiale
| 2016 | Classe | Moto |  |  |  |  |  |  |  |  |  |  |  |  |  |  |  |  |  |    |  |  |  |  | Punti | Pos. |
| ---- | ------ | ---- |  |  |  |  |  |  |  |  |  |  |  |  |  |  |  |  |  | -- |  |  |  |  | ----- | ---- |
| 2016 | Moto3  | KTM  |  |  |  |  |  |  |  |  |  |  |  |  |  |  |  |  |  | 11 |  |  |  |  | 5     | 32º  |

| 2017 | Classe | Moto     |  |  |  |    |  |  |  |     |    |  |  |  |  |  |  |  |  |  |  |  |  |  | Punti | Pos. |
| ---- | ------ | -------- |  |  |  | -- |  |  |  | --- | -- |  |  |  |  |  |  |  |  |  |  |  |  |  | ----- | ---- |
| 2017 | Moto3  | Mahindra |  |  |  | 25 |  |  |  | Rit | 22 |  |  |  |  |  |  |  |  |  |  |  |  |  | 0     |      |

| 2018 | Classe | Moto |  |  |  |  |  |  |    |  |   |  |  |  |  |    |  |  |  |  |    |  |  |  | Punti | Pos. |
| ---- | ------ | ---- |  |  |  |  |  |  | -- |  | - |  |  |  |  | -- |  |  |  |  | -- |  |  |  | ----- | ---- |
| 2018 | Moto3  | KTM  |  |  |  |  |  |  | 10 |  | 9 |  |  |  |  | 17 |  |  |  |  | 13 |  |  |  | 16    | 28º  |

| 2019 | Classe | Moto |   |    |   |     |    |    |     |     |   |    |     |    |    |    |   |    |     |    |     |  |  |  | Punti | Pos. |
| ---- | ------ | ---- | - | -- | - | --- | -- | -- | --- | --- | - | -- | --- | -- | -- | -- | - | -- | --- | -- | --- |  |  |  | ----- | ---- |
| 2019 | Moto3  | KTM  | 7 | 15 | 7 | Rit | 10 | 11 | Rit | Rit | 5 | 12 | Rit | 18 | 10 | 21 | 9 | 17 | Rit | 14 | Rit |  |  |  | 60    | 21º  |

| 2020 | Classe | Moto |    |   |   |   |   |   |     |   |    |   |   |    |   |   |   |  |  |  |  |  |  |  | Punti | Pos. |
| ---- | ------ | ---- | -- | - | - | - | - | - | --- | - | -- | - | - | -- | - | - | - |  |  |  |  |  |  |  | ----- | ---- |
| 2020 | Moto3  | KTM  | 10 | 6 | 6 | 6 | 9 | 8 | Rit | 6 | 13 | 7 | 3 | 12 | 1 | 3 | 1 |  |  |  |  |  |  |  | 159   | 4º   |

| 2021 | Classe | Moto  |   |   |   |   |   |   |   |     |   |   |   |     |   |   |   |     |   |   |  |  |  |  | Punti | Pos. |
| ---- | ------ | ----- | - | - | - | - | - | - | - | --- | - | - | - | --- | - | - | - | --- | - | - |  |  |  |  | ----- | ---- |
| 2021 | Moto2  | Kalex | 5 | 3 | 1 | 5 | 1 | 2 | 2 | Rit | 1 | 7 | 1 | Rit | 1 | 1 | 1 | Rit | 2 | 1 |  |  |  |  | 307   | 2º   |

| 2022 | Classe | Moto |    |    |    |    |    |     |     |    |    |    |     |    |    |    |    |    |    |    |    |    |  |  | Punti | Pos. |
| ---- | ------ | ---- | -- | -- | -- | -- | -- | --- | --- | -- | -- | -- | --- | -- | -- | -- | -- | -- | -- | -- | -- | -- |  |  | ----- | ---- |
| 2022 | MotoGP | KTM  | 18 | 17 | 16 | 19 | NP | Inf | Rit | 21 | 15 | 12 | Rit | 21 | 18 | 13 | 20 | 18 | 15 | 16 | 15 | 12 |  |  | 14    | 22º  |

| 2023 | Classe | Moto    |     |    |     |    |     |    |    |    |    |     |     |   |     |   |    |    |    |     |    |   |  |  | Punti | Pos. |
| ---- | ------ | ------- | --- | -- | --- | -- | --- | -- | -- | -- | -- | --- | --- | - | --- | - | -- | -- | -- | --- | -- | - |  |  | ----- | ---- |
| 2023 | MotoGP | Aprilia | Rit | 14 | Rit | 15 | Inf | 17 | 15 | 12 | 10 | Rit | Rit | 8 | 109 | 9 | 13 | 16 | 15 | Rit | 17 | 5 |  |  | 51    | 20º  |

| 2024 | Classe | Moto    |     |     |     |    |     |   |    |   |    |     |     |    |    |    |    |    |     |     |    |    |  |  | Punti | Pos. |
| ---- | ------ | ------- | --- | --- | --- | -- | --- | - | -- | - | -- | --- | --- | -- | -- | -- | -- | -- | --- | --- | -- | -- |  |  | ----- | ---- |
| 2024 | MotoGP | Aprilia | Rit | Rit | 109 | 11 | 119 | 6 | 12 | 8 | 10 | Rit | Rit | 16 | 18 | 13 | 10 | 15 | 106 | Rit | 16 | 18 |  |  | 66    | 16º  |

| 2025 | Classe | Moto    |     |    |    |    |    |   |    |    |    |   |   |    |   |  |  |  |  |  |  |  |  |  | Punti | Pos. |
| ---- | ------ | ------- | --- | -- | -- | -- | -- | - | -- | -- | -- | - | - | -- | - |  |  |  |  |  |  |  |  |  | ----- | ---- |
| 2025 | MotoGP | Aprilia | Rit | 15 | 12 | 17 | 15 | 7 | 12 | 10 | 78 | 8 | 9 | 56 | 9 |  |  |  |  |  |  |  |  |  | 73    |      |

| Legenda | 1º posto        | 2º posto            | 3º posto            | A punti      | Senza punti        | Grassetto – Pole position Corsivo – Giro più veloce |
| Legenda | Gara non valida | Non qual./Non part. | Ritirato/Non class. | Squalificato | '-' Dato non disp. | Grassetto – Pole position Corsivo – Giro più veloce |